# Глембочек (Познанський повіт)
Глембочек (пол. Głęboczek) — село в Польщі, у гміні Мурована Госьліна Познанського повіту Великопольського воєводства.
Населення — 85 осіб (2011).
У 1975-1998 роках село належало до Познанського воєводства.

## Демографія
Демографічна структура станом на 31 березня 2011 року:
|          | Загалом | Допрацездатний вік | Працездатний вік | Постпрацездатний вік |
| -------- | ------- | ------------------ | ---------------- | -------------------- |
| Чоловіки | 42      | 5                  | 36               | 1                    |
| Жінки    | 43      | 11                 | 25               | 7                    |
| Разом    | 85      | 16                 | 61               | 8                    |